# 6517 Buzzi
6517 Buzzi è un asteroide della fascia principale. Scoperto nel 1990, presenta un'orbita caratterizzata da un semiasse maggiore pari a 1,9261469 UA e da un'eccentricità di 0,0478086, inclinata di 23,41845° rispetto all'eclittica.
L'asteroide è dedicato all'astrofilo Luca Buzzi.